# Євтихій (папа)
Святий Євтихій (лат. Eutychianus; ? — 7 грудня 283) — двадцять сьомий папа Римський (4 січня 275—7 грудня 283, за походженням італієць з Тоскани. Відомостей про нього дуже мало, навіть час його служіння невизначений напевно. Liber Pontificalis вказує період служіння Євтихія, тривалістю в 8 років і 11 місяців — з 275 по 283 рік. Євсевій Кесарійський, з іншого боку, говорить, що його правління тривало всього 10 місяців. Дозволив освячення плодів, особисто поховав 342 мучеників.
Його день відзначається католицькою церквою 8 грудня.